# Jaime Gómez
Jaime Gómez (29 de dezembro de 1929 - 4 de maio de 2008) foi um futebolista mexicano que competiu na Copa do Mundo FIFA de 1962.